# Chronik der Regierungskrise in der Elfenbeinküste im Februar 2011
Die Chronik der Regierungskrise in der Elfenbeinküste im Februar 2011 erfasst die Ereignisse im Zusammenhang mit der Regierungskrise in der Elfenbeinküste 2010/2011.
Die Chronologie ist nach Jahren und Monaten geordnet. Ereignisse die über einen längeren Zeitraum wirken sind am frühestmöglichen Datum einsortiert.
| Datum                 | Ereignis       | Ort                    | Beschreibung | Anmerkung, Quellen |
| --------------------- | -------------- | ---------------------- | --- | ------------------ |
| Im Laufe des Februars | Miliz          | Abidjan                | Die „Unsichtbaren Kommandos“ bildeten sich. | [ 1 ]              |
| 2. Februar            | Sanktionen     | Europa                 | Die Europäische Union (EU) weitete ihre Sanktionen zum zweiten Mal aus. Bis dahin waren 91 Einzelpersonen und 13 ivorische Unternehmen betroffen. Diese sollen „den Friedens- und Versöhnungsprozess in der Elfenbeinküste behindert“ haben. Dazu zählten Marcel Gossio, Direktor des Hafens von Abidjan, Kassoum Fadika, Direktor der staatlichen Ölgesellschaft Petroci und Laurent Otto Zirignon, Vorsitzender der staatlichen Ölraffineriegesellschaft Société Ivoirienne de Raffinage (SIR). | [ 2 ]              |
| 2. Februar            | UNO            | Ukraine                | Der ukrainische Präsident Wiktor Janukowytsch verkündete bei einem Treffen des Nationalen Sicherheits- und Verteidigungsrat der Ukraine die Versetzung ukrainischer UN-Soldaten von Liberia an die Elfenbeinküste und bezog sich dabei auf die Resolution 1967 des UN-Sicherheitsrates vom 19. Januar. | [ 3 ]              |
| 14. Februar           | Finanzen       |                        | Die Internationale Industrie- und Handelsbank der Elfenbeinküste (Bicici), Teil der BNP Paribas-Gruppe, und die Citibank schließen ihre Filialen in der Elfenbeinküste. | [ 2 ]              |
| 16. Februar           | Sicherheitsrat |                        | Der Sicherheitsrat der Vereinten Nationen beschloss mit der Resolution 1967 die UN-Truppen der Opération des Nations Unies en Côte d’Ivoire (ONUCI) aufzustocken. Drei Infanteriekompanien wurden für drei Monate vom United Nations Mission in Liberia (UNMIL) in die Elfenbeinküste verlegt. Außerdem wurden zwei Transport- und drei bewaffnete Helikopter geschickt. | [ 4 ]              |
| 17. Februar           | Finanzen       |                        | Die Standard Chartered Bank und die Société Générale (SGBCI) schlossen ihre Filialen. Die SGBCI war die größte Bank des Landes. Am selben Tag schloss auch die Börse in Abidjan ihre Pforten. | [ 2 ]              |
| 22. Februar           | Kämpfe         | Abobo/Abidjan          | Es fanden Kämpfe zwischen Laurent Gbagbos Einheiten und unidentifizierten Bewaffneten statt. | [ 5 ]              |
| 24. Februar           | Drohungen      | Abobo/Abidjan          | Edouard Kassaraté, der Chef der ivorischen Gendarmerie und Anhänger von Gbagbo, erklärte, dass seine Truppen Abobo von Rebellen säubern würden. | [ 5 ]              |
| 24. Februar           | UNO            |                        | Die ONUCI warnte vor einem kompletten Zusammenbruch des Friedensprozesses und der Möglichkeit von Kämpfen im ganzen Land. | [ 5 ]              |
| 24. Februar           | Kämpfe         | Waffenstillstandslinie | An der Waffenstillstandslinie fanden erstmals seit sechs Jahren Kämpfe zwischen Regierungstruppen und den Forces Nouvelles (FN) statt. Dabei wurden in den Orten Zouan-Hounien und Danané nach Angaben der Rebellen 80 Menschen getötet. | [ 5 ]              |
| 25. Februar           | Kämpfe         | Abobo/Abidjan          | Tausende Menschen flüchteten aus dem Stadtteil. Sie berichteten von schweren Kämpfen und auf den Straßen liegenden Leichen. | [ 5 ]              |
| 25. Februar           | Kämpfe         | Yamoussoukro           | Auch in der Hauptstadt der Elfenbeinküste, brachen Kämpfe aus. Yamoussoukro liegt südlich der Waffenstillstandslinie. Einheiten Gbagbos meldeten nächtlichen Beschuss und mehrstündige Schießereien. In den Tagen zuvor riefen die FN in Korhogo den „Marsch auf Yamoussoukro“ aus. Laut Informationen aus Kirchenkreisen waren die FN-Rebellen in der Gegend auf dem Vormarsch. | [ 5 ]              |
| 25. Februar           | Reisewarnung   | Schweiz                | Das Eidgenössische Departement für auswärtige Angelegenheiten (EDA) legte Schweizer Staatsbürgern nahe, die Elfenbeinküste zu verlassen. | [ 6 ]              |
| 28. Februar           | Sanktionen     | Belarus                | Belarus lieferte drei Kampfhubschrauber mit Zubehör an die Truppen Gbagbos. Ban Ki Moon forderte den UNO-Sicherheitsrat auf, diesen Bruch des Waffenembargos von 2004 zu sanktionieren. | [ 7 ]              |